# Джоел Таннер Харт

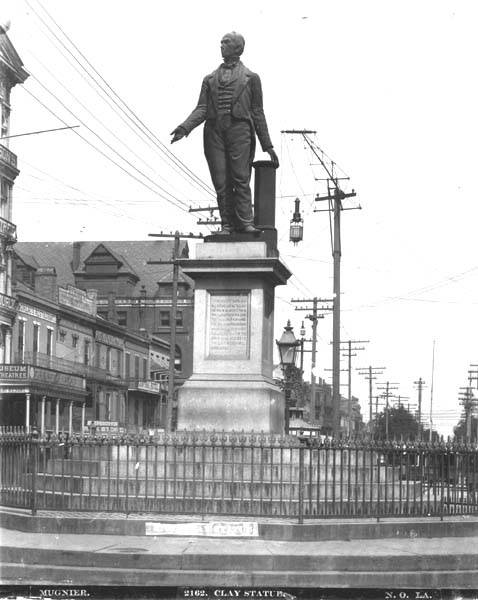
Пам'ятник сенатору, Державному секретарю США Генрі Клею у Новому Орлеані

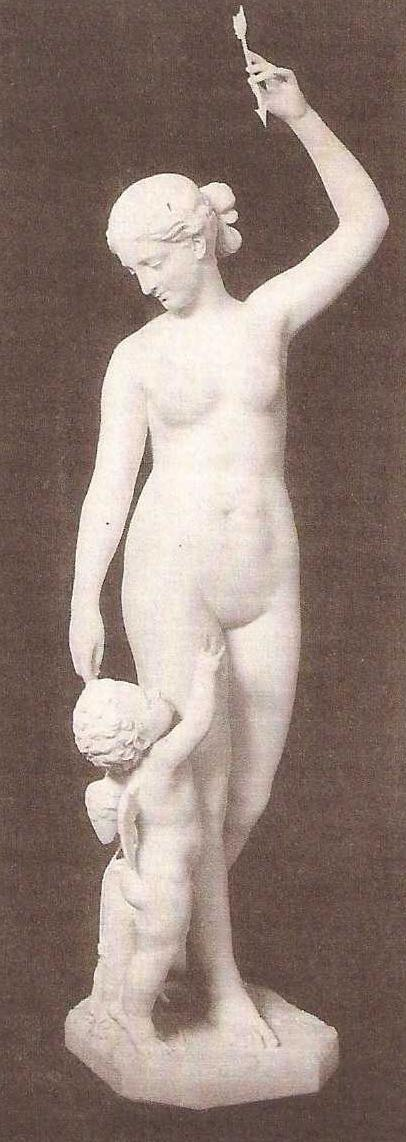
«Жінка-тріумфатор»

Джоел Таннер Харт (англ. Joel Tanner Hart, 10 лютого 1810, Кларк, Кентуккі - 2 березня 1877, Флоренція, Італія) — американський скульптор, поет, художник-аквареліст. Видатний скульптор довоєнного періоду Північної Америки.

## Біографія
Народився поблизу м. Вінчестер у штаті Кентуккі. У молодості працював каменярем, розвиваючи свої навички скульптора. Навчався в Трансільванському університеті в Лексінгтоні.
У 1840-х приєднався до художньо-літературного товариства у Флоренції, Італія, членами якого були Елізабет і Роберт Браунінгі, Френсіс Пауер Кобб і Теодор Паркер. У Флоренції прожив решту свого життя.
Похований на Англійському цвинтарі у Флоренції. Відповідно до заповіту його останки були пізніше ексгумовані та перевезені на батьківщину до штату Кентуккі, де поховані на міському цвинтарі у Франкфорті.

## Творчість
Найбільш відомі роботи Харта — пам'ятники президенту США Ендрю Джексону та сенатору, Державному секретарю США Генрі Клею, бюст політика та аболіціоніста Кассіуса Марселлуса Клея.
Автор статуї під назвою Il Penseroso (1853) та «Жінка-тріумфатор», які були встановлені біля будівлі суду округу Файєтт у штаті Кентуккі, знищені пожежею 1897 року.